# Саут-Ланаркшир
Саут-Ланаркшир (англ. South Lanarkshire, гэльск. Siorrachd Lannraig a Deas) — один из 32 округов Шотландии. 

## География
Граничит с округами Ист-Эршир, Норт-Эршир, Глазго, Дамфрис-энд-Галловей, Норт-Ланаркшир, Уэст-Лотиан, Ист-Ренфрушир и Скоттиш-Бордерс.

### Населенные пункты
- Биггар (Biggar)
- Ботуэлл (Bothwell)
- Гамильтон (Hamilton)
- Ист-Килбрайд (East Kilbride)
- Ланарк (Lanark)
- Ларкхолл (Larkhall)
- Камбусланг (Cambuslang)
- Ратерглен (Rutherglen)
- Стратейвен (Strathaven)

## Достопримечательности
- Список замков Саут-Ланаркшира